# Värde (matematik)
Ett matematiskt uttrycks värde är det tal som fås när uttrycket beräknas.

## Exempel
| Uttryck                      | Värde             |
| ---------------------------- | ----------------- |
| {\displaystyle 1}            | {\displaystyle 1} |
| {\displaystyle f(x)=x+1,x=1} | {\displaystyle 2} |